# Gordonia angustifolia
Gordonia angustifolia är en tvåhjärtbladig växtart som först beskrevs av Britt. och Wils., och fick sitt nu gällande namn av Hsüan Keng. Gordonia angustifolia ingår i släktet Gordonia och familjen Theaceae. Inga underarter finns listade i Catalogue of Life.